# Anna von Gierke

Anna von Gierke

Anna (Nanna) Ernestine Therese Gierke, ab 1911 von Gierke (* 14. März 1874 in Breslau; † 3. April 1943 in Berlin) war eine deutsche Sozialpädagogin und Politikerin der DNVP.

## Familie

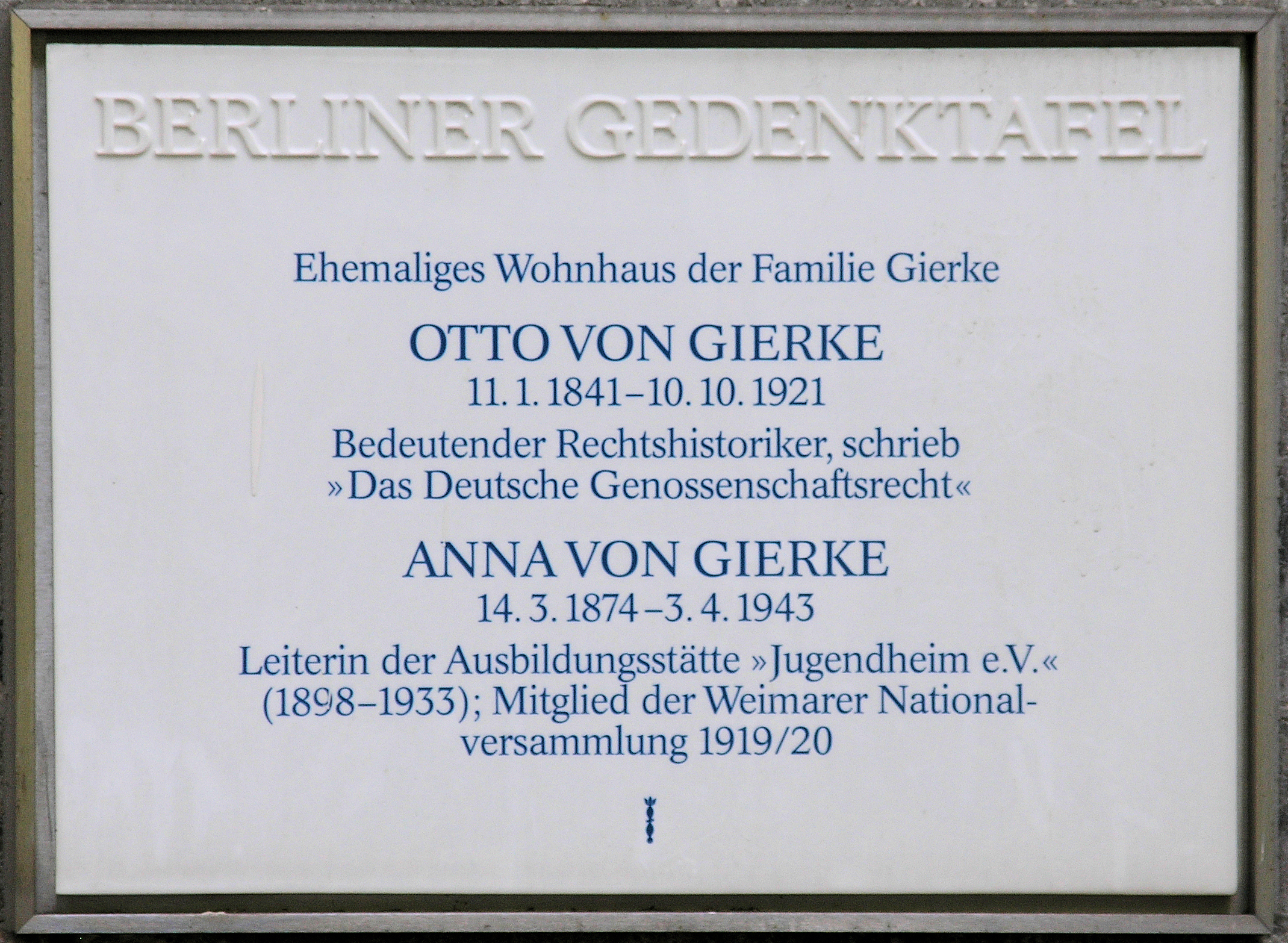
Berliner Gedenktafel am Haus Carmerstraße 12, in Berlin-Charlottenburg

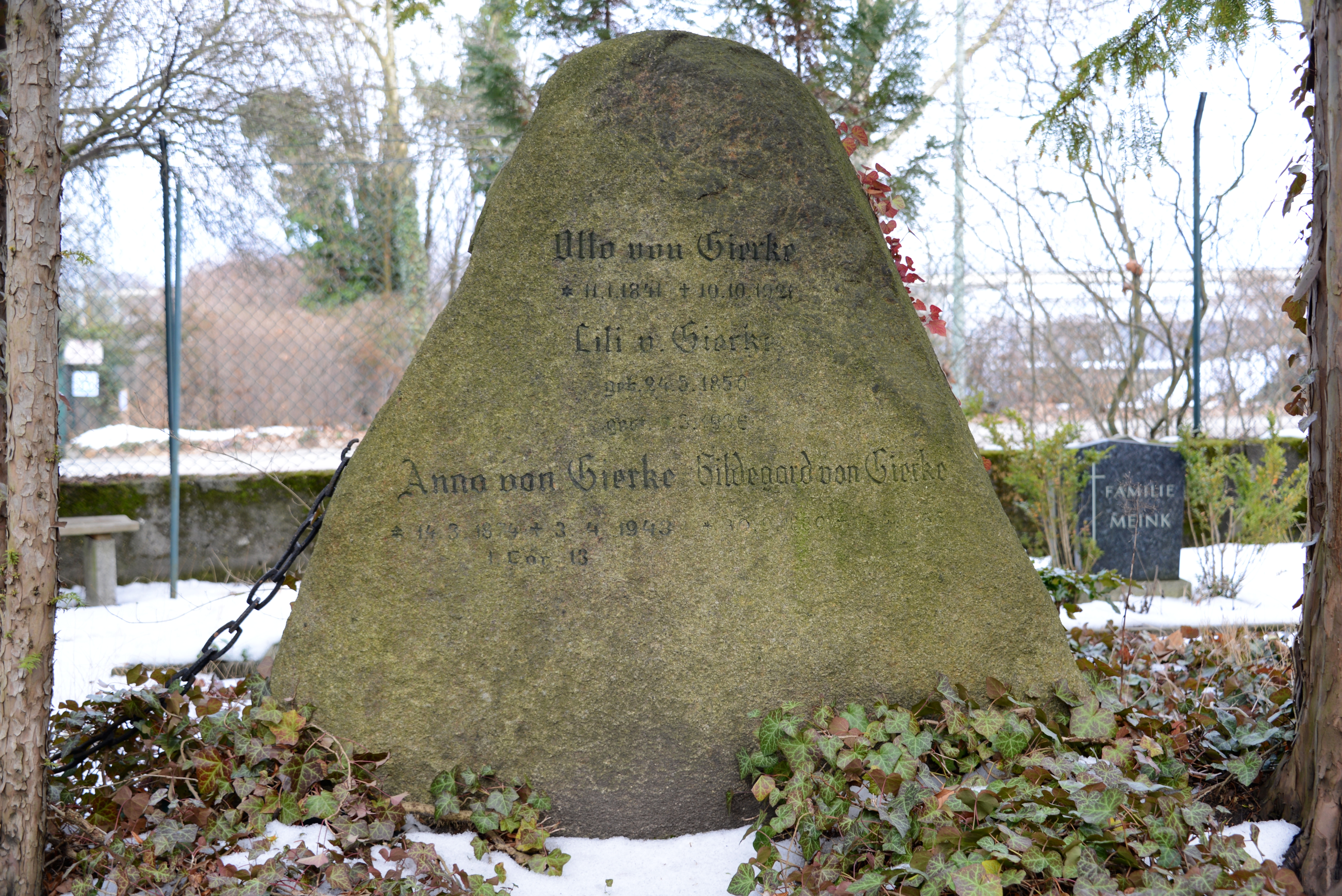
Grab derer von Gierke

Anna Ernestine Therese, genannt Nanna von Gierke, war das älteste von sechs Kindern des Juristen, Rechtshistorikers und Sozialpolitikers Otto von Gierke (1841–1921), der als Begründer des Genossenschaftsrechts in Deutschland gilt, und dessen Ehefrau Lili von Gierke, geb. Loening, Tochter des Karl Friedrich Loening und der Nanette Reinach. Anlässlich seines 70. Geburtstages erhielt ihr Vater den erblichen Adel. Ihre Mutter engagierte sich in ehrenamtlicher Wohlfahrtspflege, u. a. in dem seinerzeit hoch angesehenen „Elisabeth-Frauenverein“, der sich um arme Wöchnerinnen und ihre Säuglinge kümmerte. Sie hatte zwei Schwestern und drei Brüder: Ihre um sechs Jahre jüngere Schwester war die Sozialpädagogin Hildegard von Gierke, ihr 1875 geborener Bruder der Rechtsprofessor Julius von Gierke und ihr 1877 geborener Bruder der Pathologe Edgar von Gierke. Das Opfer des NS-Regimes Hans von Gierke war ihr Cousin.

## Leben und sozialpädagogisches Wirken
Nach dem Besuch Höherer Töchterschulen in Heidelberg und Berlin arbeitete sie in dem von Hedwig Heyl gegründeten „Jugendheim“ in Charlottenburg als Helferin mit und übernahm 1892 die Leitung des Mädchenhortes. 1898 berief Hedwig Heyl sie zur Leiterin des 1894 gegründeten Vereins „Jugendheim“, nachdem sie einige Monate lang im renommierten Berliner Pestalozzi-Fröbel-Haus ihre durch Erfahrung gewonnenen Kenntnisse in Kindergartenpädagogik und Hauswirtschaft vertieft hatte. Sie führte erste Schulungskurse für die Helferinnen in den Horten durch, die nach und nach an allen Charlottenburger Schulen eingerichtet wurden, stellte Schulpflegerinnen ein und organisierte die Schulspeisung in Charlottenburg. Im Jahre 1907 hatte Anna von Gierke ein Gespräch mit dem ehemaligen Bürgermeister von Charlottenburg, Paul Mattig, das entscheidend für ihre soziale Arbeit war:

„Er schlug Anna von Gierke vor, ein Zentralhaus für die Charlottenburger Jugendheime zu bauen und für ihre Pläne Leiterinnen und Helfer für die Arbeit mit Kindern auszubilden. Er erklärte, die Stadt Charlottenburg würde das Grundstück stiften, wenn Anna von Gierke das Geld für den Bau des Hauses zusammenbringen würde. Optimistisch meinte er, das würde sie wohl schaffen und geschenkt bekommen… 1909 konnte der Bau beginnen … Im November 1910 fand die festliche, strahlende Einweihungsfeier mit Hunderten von frohen Kindern, Mitarbeitern und Gästen statt. Sogar die Kaiserin Auguste Viktoria kam als Ehrengast.“

1911 eröffnete Anna von Gierke im „Jugendheim“ das Sozialpädagogische Seminar. Die Ausbildung bereitete auf zwei Berufszweige vor, den der Hortnerin sowie den der Schulpflegerin, die schnell in ganz Deutschland Anerkennung und Verbreitung fanden. Im Laufe der Jahre ging die Schulpflege in Charlottenburg immer mehr aus der Vereinsarbeit im Jugendheim in die städtische Verwaltung über.
1912 war sie Mitbegründerin des Verbandes für Schulkinderpflege, dessen Vorsitzende sie bald wurde. Auf Reisen im Auftrag des preußischen Kultusministeriums inspizierte sie seit 1914 die Horte in den preußischen Regierungsbezirken. 1915 gründete sie auf Anregung von Hedwig Heyl den Charlottenburger Hausfrauenverein, 1918 wurde sie Vorstandsmitglied im Bund, später Reichsverband Deutscher Hausfrauenvereine. 1917 wurde sie zur Sachverständigen für Kinderfürsorge in das Kriegsamt in Berlin berufen und führte ihre Hortreisen jetzt als Inspektionsreisen im Auftrag des Kriegsamtes weiter.
Ab 1925 war sie eine von drei Vorsitzenden des 5. Wohlfahrtsverbandes, aus dem der heutige Deutsche Paritätische Wohlfahrtsverband entstand.
Zusammen mit Martha Abicht gründete Anna von Gierke 1921 das in idyllischer Landschaft gelegene Landjugendheim Finkenkrug in Falkensee westlich von Berlin-Spandau. Die Einrichtung, in der Schülerinnen, Angestellte und Kinder Erholung fanden sowie im gärtnerischen und landwirtschaftlichen Bereich ausgebildet wurden, avancierte zum Vorbild für weitere ähnliche Institutionen. Viele ihrer sozialreformerischen Ideen hatte Anna von Gierke von 1923 an in dem von ihr begründeten Fachperiodikum Soziale Arbeit, einem Organ für alle sozial tätigen Frauen, veröffentlicht. 1931 wurde sie Vorstandsmitglied im Bund Deutscher Frauenvereine.

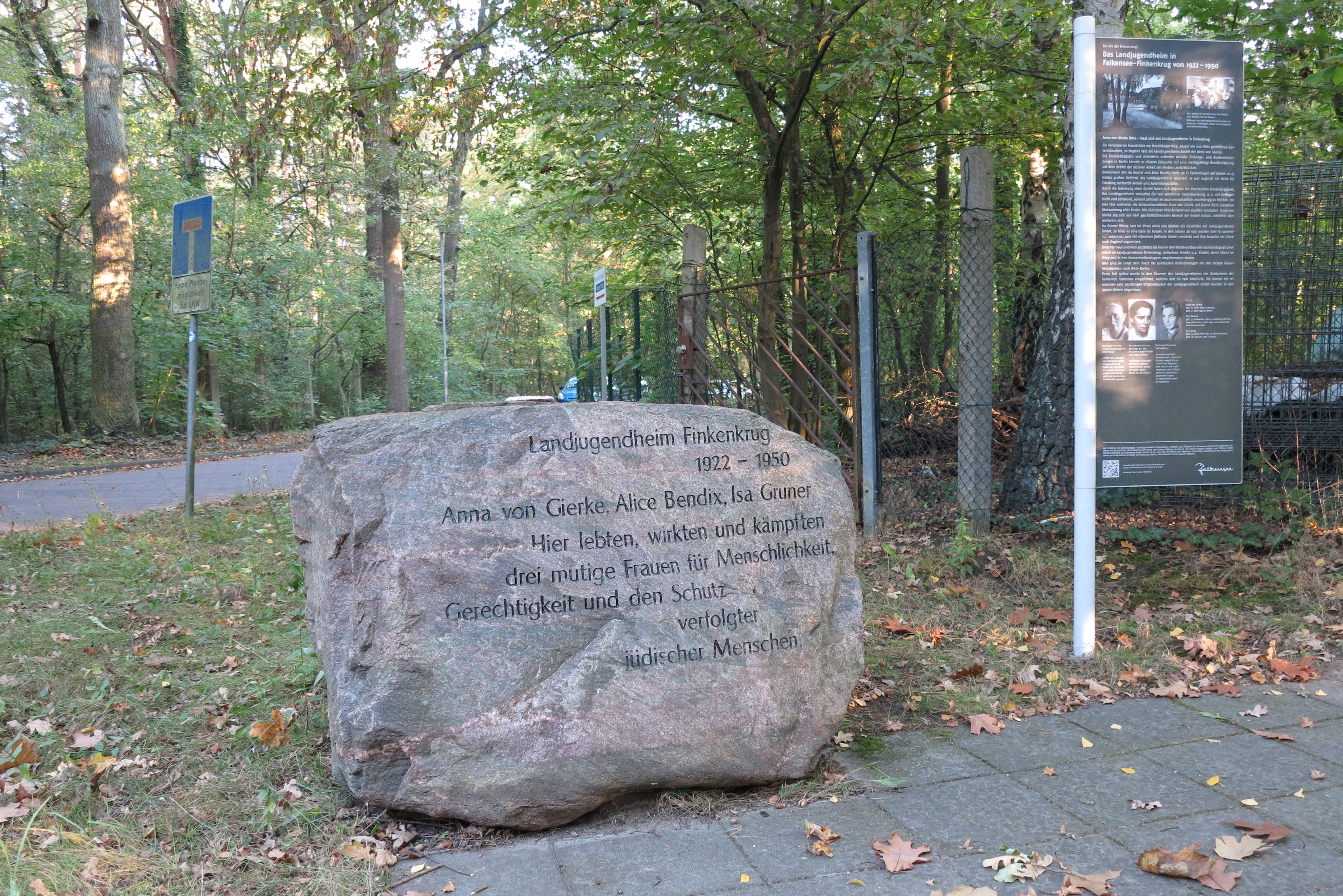
Gedenkstein für die Gründerinnen des Landesjugendheims in Finkenkrug

1933 wurde sie wegen ihrer „halbjüdischen“ Abstammung aus allen Ämtern entlassen und ihrer Rechte enthoben. Isa Gruner, ehemalige Schülerin und spätere Arbeitsgefährtin, erinnerte sich in einem Vortrag an diese Zeit:

„Die ‚Rechtfertigung‘ in Anführungsstrichen war: ‚Anna von Gierkes Mutter ist Jüdin‘. Und obwohl ihr Vater der bedeutende Rechtsgelehrte Otto von Gierke, Professor an der Berliner Universität arisch war, änderte diese Tatsache nichts. Kommissarischer Vorsitzender des Jugendheims wurde der von der Nationalsozialistischen Volkswohlfahrt bestimmte SS-Mann Spiewok, die Leitung der Seminare erhielt ein Lehrer, SS-Mann Rees, der nicht die geringste Ahnung von sozialpädagogischen Berufen hatte und für die Verwaltung wurde ein SS-Mann Grosse zuständig… Für Anna von Gierke bedeutete das Ausgeschlossenwerden aus ihrem Werk, aus jeder Verantwortung, aus all ihrem Planen und Tun ein fundamental anderes Leben.“

Anna von Gierke stand weiterhin im regen Kontakt mit ihren „Jugendheimern“, führte einen Mittagstisch und kümmerte sich um in Not geratene Menschen, egal welchen Alters, welcher Religion und Herkunft. Sie half illegal lebenden Juden (die teilweise Zuflucht im Landjugendheim Finkenkrug fanden; M. B.) und vermittelte auch Lebensmittelmarken, wechselnde Unterkünfte und Verbindungen zum rettenden Ausland.
Anna von Gierke engagierte sich in der Bekennenden Kirche. Es entstand in ihrer geräumigen Wohnung in der Carmerstrasse 12 ein Bibelkreis, der sich immer am Mittwoch zusammenfand. Ferner traf man sich jeden zweiten Donnerstag zu einem religiösen, historischen oder politischen Vortrag. In ihrem Haus verkehrten u. a.: Alice Salomon, Elly Coler, Isa Gruner, Idamarie Solltmann, Gertrud Bäumer, Hermann Maas, Martin Niemöller, Helmut Gollwitzer, Romano Guardini, Theodor Heuss und seine Frau Elly Heuss-Knapp, Agnes von Zahn-Harnack, Elisabeth Schmitz, Elisabeth Schiemann, Fritz Klatt, Maria Schlüter-Hermkes sowie Elisabeth von Thadden (die bei Anna von Gierke zur Miete wohnte), alles Männer und Frauen, die den nationalsozialistischen Machthabern ein Dorn im Auge waren.
Sie starb 1943 in ihrer Wohnung in der Carmerstraße 12 in Charlottenburg an Herzkrampfanfällen.
Nach der Sozialpädagogin ist der Anna-von-Gierke-Ring in Hamburg-Neuallermöhe benannt. In Berlin-Charlottenburg erinnern die Gierkezeile und der sie unterbrechende  Gierkeplatz an sie. Ihre letzte Ruhestätte fand Anna von Gierke auf dem Friedhof der Kaiser-Wilhelm-Gedächtniskirche. Ihr Grab ist seit 1965 als Ehrengrab der Stadt Berlin gewidmet.

## Abgeordnete
Anna von Gierke gehörte nach der Wahl zur Deutschen Nationalversammlung 1919/20 der Weimarer Nationalversammlung an. Dort war sie Vorsitzende des Ausschusses für Bevölkerungspolitik. In ihrer Rede vom 18. Oktober 1919 kritisierte sie vehement mit folgenden Worten die im Haushaltsentwurf zum Ausdruck kommende Sozialpolitik:

„Wir haben kein Vertrauen zu dieser Regierung und müssen in unserer grundsätzlichen Opposition bleiben. (…) Wir können auch die Überstürzung nicht mitmachen, (…) mit der jetzt Sozialpolitik getrieben wird, eine Hetzerei, die manchmal in manchem das Gefühl aufkommen läßt, als ob nicht sachliche, sondern politische Gründe für neue Gesetze maßgebend seien, (…) so etwa, als säße irgendeine Angst hinter den Gesetzgebern, als wären sie in einem Schlitten, hinter dem die Wölfe jagen, denen sie ein wertvolles Gut nach dem andern hinwerfen müssen (…), nur um Atem zu holen.“

Sie wurde wegen ihrer „nichtarischen“ Abstammung bei der Reichstagswahl 1920 von der DNVP nicht wieder aufgestellt und trat daraufhin aus der Partei aus. Für die zwei Wochen nach der Reichstagswahl stattfindende Wahl zur Stadtverordnetenversammlung von Groß-Berlin 1920 rief sie die Liste Parteilose Frauenvereinigung ins Leben, die mit weniger als 1000 Stimmen aber ohne Erfolg blieb.

## Veröffentlichungen (Auswahl)
- Das Charlottenburger Jugendheim. Berlin 1910, OCLC 255242108 (30 Bl.).
- 25 Jahre Jugendheim und 5 weitere Jahre. 1894–1924. Fänger und Heimann, Berlin 1924, OCLC 312286218 (64 S.).
- Hortfürsorge im Rahmen der Jugendwohlfahrtspflege. In: Deutsches Archiv für Jugendwohlfahrt (Hrsg.): Schulkinderpflege in Horten und Tagheimen. Berlin 1930, S. 16–23.
- (mit Martha Abicht, Alice Bendix) 10 Jahre Landjugendheim Finkenkrug (Osthavelland). o. O., 1932, DNB 573460167 (11 S.).